# 梅光遠

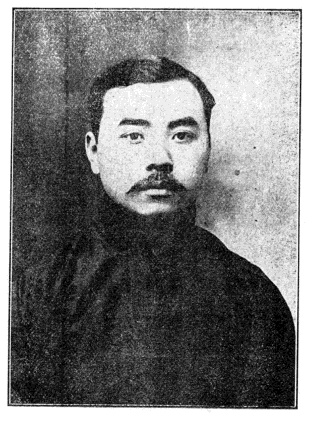

梅光遠（1881年—1940年） 谱名光蕴，字斐猗，江西省南昌县人。清朝及中华民国政治人物。

## 生平
梅光遠的父亲早逝，梅光遠和胞兄梅光羲由祖父梅启照培养长大。光绪二十三年（1897年），梅光遠和梅光羲同榜中丁酉科举人。后来，梅光远由内阁候选中书引见，分发江苏候补道，赏戴花翎。加二品衔交内阁存记，发往江苏特用，兼民政部谘议官。此后，他历任上海清丈局总办，江南师范学堂监督，江宁小学四十所总汇处总办，南洋劝业江西物产总理，江南四区模范小学总理，考究日本留学界事务专员，暨南华侨学堂监督等职务。他后来获二品衔加一级，授资政大夫。
中华民国成立后，1913年梅光遠当选国会众议院议员。1915年，奉财政部呈准，梅光遠派充清理江西官产处特派员，兼屯田总办，获授一等金质单鹤章。1916年，国会恢复后，继续担任国会众议院议员，兼财政部清理官产处处长、财政部清理大清银行委员会委员、南浔铁路董事、民主党本部党务员等职务。1918年，梅光遠奉部令派充山东官产处处长。1919年，调任财政部烟酒事务署检查会专任会员。1920年，任国务院经济调查局专员。1922年，国会再次恢复时，继续任众议院议员。1923年，任国史编纂处处长。1927年后，任侨务局副总裁。1935年，梅光遠率全家回到家乡陪伴母亲，他还曾和梅光羲主修定山《梅氏族谱》。
1940年，梅光遠逝世。